# Josef Waida
Josef Waida (polnisch Józef Wajda, * 19. März 1849 in Niebotschau; † 3. Februar 1923 in Keltsch) war polnischer katholischer Geistlicher und Mitglied des Deutschen Reichstags.

## Leben

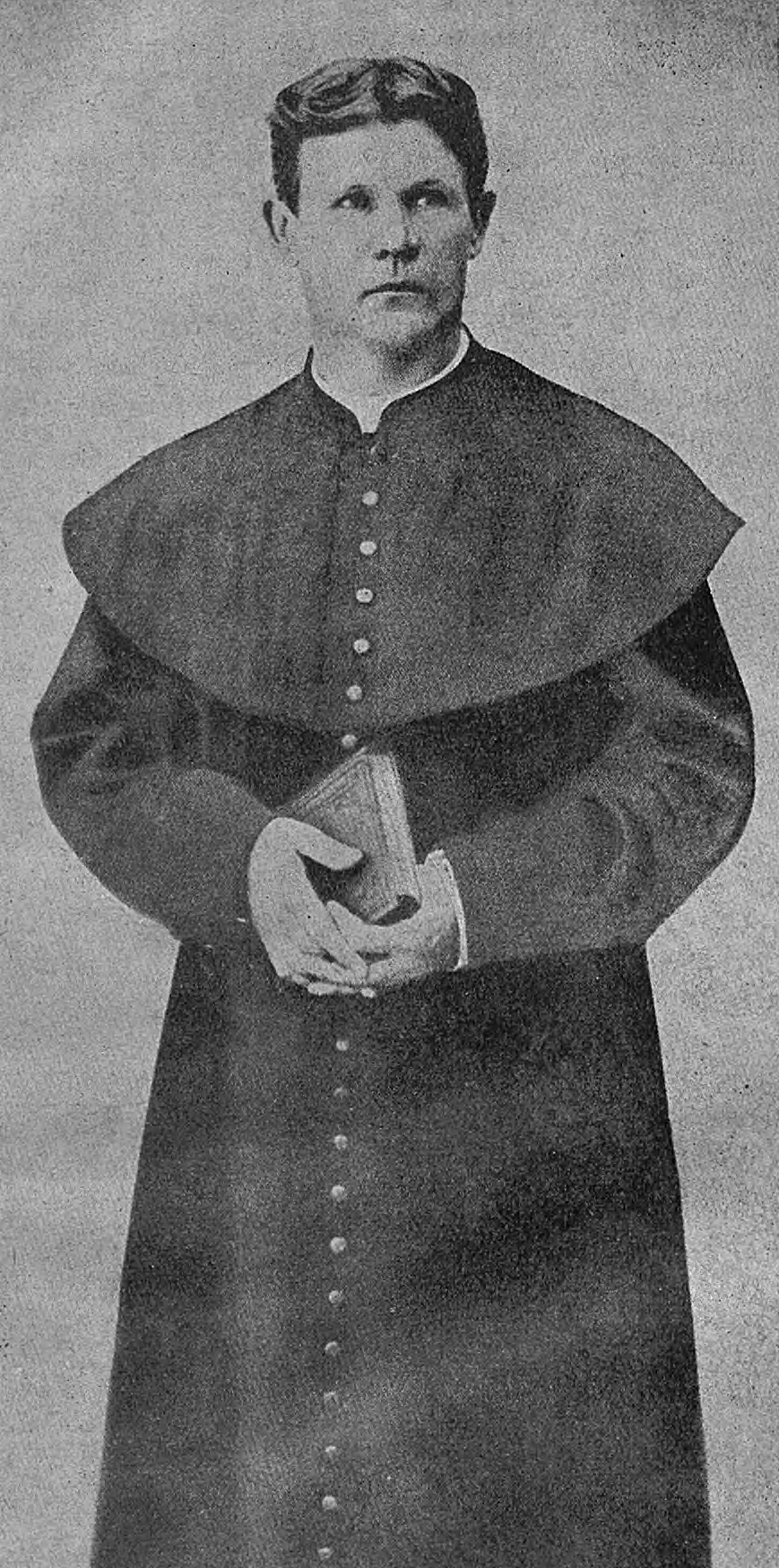
Josef Waida

Waida besuchte bis Tertia das Gymnasium in Ratibor, von da bis Unterprima das St. Mathias-Gymnasium zu Breslau und das St. Mariengymnasium zu Posen. Er diente im Deutsch-Französischen Krieg seine Militärdienstzeit ab. 1872 fing er zunächst ein Studium der Rechtswissenschaften an der Universität Breslau, bevor er sich der Theologie zuwandte. Nach dem Ende des Studiums konnte er wegen des Kulturkampfs 1875 nicht in Breslau zum Priester geweiht werden, die Weihe erfolgte deshalb 1876 in Prag.
Nach der Ordination war er acht Jahre hindurch Erzieher in der Provinz Posen und darauf Kreisvikar in Loslau. Von da ab war er als Seelsorger und später als Pfarrer in Keltsch.
Von 1908 bis 1912 war er Mitglied des Deutschen Reichstags für den Wahlkreis Oppeln 7 (Pleß, Rybnik) und die Polnische Fraktion.
Ab 1922 bis zu seinem Tode war er Mitglied des Preußischen Landtags.